# Project CARS
Project CARS foi uma série de jogos eletrônicos de corrida desenvolvida pela Slightly Mad Studios e publicada pela Bandai Namco Entertainment. A franquia foi lançada em 2015, recebeu uma sequência em 2017, e o terceiro jogo da série foi anunciado em 2018 e lançado em 2020.
Em novembro de 2022 é anunciado o fim da série de jogos eletrônicos de corrida project cars.

## Jogos

### Project CARS(2015)
O primeiro jogo da série foi lançado inicialmente em 6 de maio de 2015. Estava disponível para Microsoft Windows, PlayStation 4 e Xbox One. Uma edição completa, intitulada Project CARS Game of the Year Edition, foi lançada em 6 de maio de 2016. O jogo foi em geral bem recebido após o lançamento e vendeu 2 milhões de cópias em outubro de 2016.
| Jogo           | GameRankings | Metacritic                                |
| -------------- | ------------ | ----------------------------------------- |
| Project CARS   | —            | - PC: 84/100 - PS4: 83/100 - XONE: 81/100 |
| Project CARS 2 | —            | - PC: 84/100 - PS4: 82/100 - XONE: 84/100 |
| Project CARS 3 | —            | - PC: 68/100 - PS4: 70/100 - XONE: 69/100 |

### Project CARS 2(2017)
O Projeto CARS 2 foi anunciado como a sequência após o sucesso do Projeto CARS. Possui 140 layouts de pista em 60 pontos diferentes e 189 carros que vão desde karts a supercarros, incluindo Porsche, Ferrari, Lamborghini, etc. Ele ficou disponível mundialmente em 22 de setembro de 2017 para plataformas Microsoft Windows, PlayStation 4 e Xbox One. O jogo recebeu críticas positivas e ganhou o prêmio de Melhor Jogo de Simulação da Gamescom 2017.

### Project CARS 3(2020)
Project CARS 3 foi anunciado em dezembro de 2018. Em novembro de 2019, Slight Mad Studios, a desenvolvedora da franquia, foi adquirida pela Codemasters, a desenvolvedora e publicadora de jogos britânica, conhecida pelas franquias Fórmula One, Colin McRae Rally e Dirt, TOCA e a série Grid, agora a Codemasters detêm os direitos de todos os jogos e a franquia. Ao contrário dos jogos anteriores, ele possui uma jogabilidade arcade e foi criado como um sucessor espiritual do Need for Speed: Shift. O jogo foi lançado em 28 de agosto de 2020.

### Project CARS GO(2021)
Em maio de 2018, a Slightly Mad Studios anunciou um spin-off intitulado Project CARS GO para dispositivos móveis, sendo co-desenvolvido pela Gamevil. Como a série principal, ele apresentaria carros licenciados e customização de veículos. O jogo foi lançado pela Gamevil em 23 de março de 2021 para dispositivos Android e iOS. Antes do lançamento, o jogo esteve em beta aberto para usuários de Android na Finlândia, Dinamarca, Suécia e Holanda entre 26 de janeiro a 11 de março.